# Roland Schütt
Fritiof Roland Schütt (n. Estocolmo; 18 de abril de 1913 - f. Tyresö; 10 de noviembre de 2005) fue un autor sueco. Fue hermano menor del autor Bertil Schütt.